# Victor Haïm
Victor Haïm (n. 22 iulie 1935, Asnières-sur-Seine) este un dramaturg francez, cu origini grecești și turcești.
De asemenea a activat ca actor, jurnalist, regizor de teatru, scenarist și profesor de dramaturgie.
S-a născut la 22 iulie 1935, la Asnières-sur-Seine, și a urmat studiile Conservatorului de artă dramatică din Nantes, cu intenția de a deveni actor.
Urmează apoi la Paris cursurile Școlii Superioare de Jurnalism. Va lucra ca jurnalist pentru France Presse, dar se va simți tot mai atras de lumea teatrului.
Debutează ca autor dramatic în 1963, cu comedia La peau du Carnassier.
Între 1966 și 2009 va scrie peste 50 de piese de teatru, dintre cele mai cunoscute fiind: La Peau d’un fruit (premiul Ibsen în 1972), Les Fantasmes du boucher (premiul Plaisir du Théâtre în 1986), La Valse du hasard (premiul Jacques Audiberti în 1987) și Jeux de scene (premiul Molière în 2003). Tot în 2003 a primit Marele premiu pentru teatru al Academiei Franceze, pentru ansamblul operei scrise.
Din 1983 începe cariera de profesor de artă dramatică, la diferite universități din Franța.

## Vezi și
- Listă de piese de teatru franceze
- Listă de dramaturgi francezi